# Bis Music
Bis Music, Casa Discográfica y Editora Musical de Artex S.A., es un sello discográfico cubano con sede en La Habana, Cuba que fue fundado en 1993 por Darcy Fernández y Ela Ramos y forma parte de ARTEX. La compañía también se hace cargo de la distribución cubana de algunas marcas extranjeras y es el mayorista de medios de comunicación más grande de la isla.
Se ocupa de la exportación y distribución nacional e internacional de fonogramas en formato CD y DVD; licenciamiento de matrices; ediciones y sub-ediciones; producciones por encargo para la promoción e imagen de empresas, firmas comerciales y productivas y otras similares; caza de talentos; scouting de artistas; producción ejecutiva y coproducción discográfica; asesoría legal calificada en materia de derecho de autor y derechos conexos; servicios asociados a la industria fonográfica.
El principal competidor de este sello es EGREM, la discográfica más antigua de Cuba, sin embargo Bis Music es el principal distribuidor mayorista discográfico de Cuba; distribuye las producciones de los sellos discográficos Bis Music, Unicornio (Producciones Abdala), PM Records, Ahí-Namá Music, Tumi Music, Lusáfrica, Compay Segundo, JM Music, Latin World, Ojalá y Caribe Productions y cuenta con variadas ofertas de música cubana, CD-ROM de arte y literatura, filmes cubanos y videos musicales y otras formas de artes plásticas y gráficas; distribuidas por la red de tiendas, aeropuertos, destinos turísticos y sitios de interés de Cuba.
Entre los músicos con sus propias publicaciones en Bis Music se encuentran Adalberto Álvarez, Haila Mompié, NG La Banda, Manolito Simonet y su trabuco, Yumurí y sus Hermanos, Bamboleo. Además, Bis Music ha lanzado numerosas compilaciones. Con la colaboración de otras casas discográficas se han producido recopilaciones y librerías musicales de entre otros Silvio Rodríguez y Pablo Milanés.
La Rumba Soy Yo, un resumen de la rumba afrocubana, fue galardonado con el Grammy Latino 2001 como Mejor Álbum Folklórico.
Aunque la cartera de la casa cubre muchos géneros, el pop y la fusión son los de mayor demanda, se suman el jazz, la salsa, rumba, música tradicional cubana, música con influencia del Caribe, África, Latinoamérica, la guaracha, el son montuno, bachata y otros.[cita requerida]

## Catálogo
Las colecciones del catálogo general de Bis Music dividen los artistas y agrupaciones por géneros, épocas y formato:
- Tributo: Artistas de todos los tiempos y clásicos de la música cubana: Benny Moré,[8] Joseíto Fernández, José Antonio Méndez, Celina Gonzalez (Celina y Reutilio), etc.
- Sésamo: Es el catálogo de jóvenes talentos, desde trovadores como William Vianco, raperos como Telmaris y otros talentos noveles como Haydée Milanés.
- Meneo: Principal promotor de música bailable del sello, difunde intérpretes y compositores de música popular cubana, géneros como el reguetón, salsa, timba cubana. En general todo tipo de música bailable en Cuba.
- Perla: Esta cartera incluye las producciones discográficas de las agrupaciones de pequeño y mediano formato, con el foco en las regiones central y oriental del país, los géneros principales son el punto cubano, el son, changüí y otros ritmos tradicionales. A diferencia de la los catálogos anteriores cuyas grabaciones se llevan a cabo en estudios de grabaciones en La Habana, las grabaciones de estos álbumes se realizan, fundamentalmente en el estudio "Eusebio Delfín" de la ciudad de Cienfuegos

## Exportación de música cubana
Fuera de Cuba, las producciones de Bis Music son demandadas en Estados Unidos, España y México. La colección Tributo es la de mayor aceptación en Norteamérica al igual que Europa con los emblemáticos Omara Portuondo y Buena Vista Social Club.